# Fort Smith (Montana)
Fort Smith è un census-designated place degli Stati Uniti d'America, nello stato del Montana, nella Contea di Big Horn. Nel 2010 contava 161 abitanti.